# 903년

## 연호
- 당(唐) 천복(天復) 3년
- 일본(日本) 엔기(延喜) 3년
- 후백제(後百濟) 정개(政開) 4년

## 기년
- 당(唐) 소종(昭宗) 15년
- 신라(新羅) 효공왕(孝恭王) 7년
- 후백제(後百濟) 견훤(甄萱) 12년
- 발해(渤海) 대위해(大瑋瑎) 10년
- 태봉(泰封) 궁예(弓裔) 9년

## 사건
- 왕건, 금성을 점령함.